# Biblioteca mitológica
La Biblioteca mitológica (Βιβλιοθήκη) es un libro elaborado en el siglo I o en el II d. C. que recopila, de manera detallada pero incompleta, la mitología griega tradicional, desde los orígenes del universo hasta la guerra de Troya. 

## Contenido
La Biblioteca ha sido usada como referencia por los clasicistas desde la época de su compilación hasta la actualidad, y ha influido en la literatura sobre el mundo clásico desde la Antigüedad hasta Robert Graves. La Biblioteca proporciona una historia de los mitos griegos, contando la historia de todas las grandes dinastías de la mitología heroica y los episodios relacionados con los principales héroes y heroínas, desde Jasón y Perseo hasta Heracles y Helena de Troya. Como fuente primaria para los mitos griegos, como obra de referencia y como indicio de cómo los propios escritores griegos antiguos veían sus tradiciones míticas, la Biblioteca es indispensable para cualquiera que tenga interés por la mitología clásica.
La Biblioteca, originalmente en cuatro tomos, no se ha conservado completa. Parte del tercer tomo y todo el cuarto se perdieron. Por otra parte, existen siete Epítomes elaborados a partir de la edición completa que fueron descubiertos en 1885 por el helenista Richard Wagner (1860-1937) en el Codex Vaticanus 950; incluyen la parte perdida, lo que se considera un buen resumen de su contenido y, además, en 1887 Athanasios Papadopoulos-Kerameus (Αθανάσιος Παπαδόπουλος-Κεραμεύς: 1856-1912) descubrió los fragmentos safaíticos en Jerusalén.

## Autor
En los manuscritos conservados se señala como autor a un cierto «Apolodoro». Este Apolodoro ha sido erróneamente identificado con Apolodoro de Atenas (n. c. 180 a. C.), un estudiante de Aristarco de Samotracia, principalmente porque se sabe —por referencias en el escolio menor sobre Homero— que este elaboró un exhaustivo repertorio sobre mitología parecido, en forma de crónica en verso. El texto que tenemos cita un autor romano, Cástor de Rodas, que fue contemporáneo de Cicerón en el siglo I a. C. La atribución errónea se realiza por los eruditos desde el patriarca Focio de Constantinopla en adelante. Dado que por razones cronológicas Apolodoro no pudo haber escrito el libro, como demostró en 1873 Carlos Robert en Berlín (De Apollodori bibliotheca. Disertatio Berolini, 1873), el Scriptor Bibliothecae (‘escritor de la Biblioteca’) suele llamarse «Pseudo-Apolodoro» por quienes desean ser escrupulosamente correctos. Las referencias tradicionales simplemente indican «Biblioteca y Epítome».

## Ediciones
La editio princeps o edición primera en imprenta de la obra fue hecha en Roma a cargo de Benedictus Aegius, en 1555. Luego siguieron muchas, algunas de ellas excelentes, como la de Carl Müller, París, 1841, que se acompaña de traducción latina, hasta la considerada clásica de Richard Wagner en 1894, dentro de la colección Mytographi graeci I, Lipsiae (Teubner). Al inglés la tradujo James George Frazer (Londres, 1921); al español Sara Isabel del Mundo (Buenos Aires, 1950) y, más recientemente, M. Rodríguez de Sepúlveda (Madrid, 1985) y José Calderón Felices (Madrid, 1987).